# Жлеза
Жлеза е орган (клетка или група от клетки), който отделя химични вещества.
При бозайниците жлезите отделят няколко вида вещества:
- ензими,
- хормони и
- мляко, мазнини, пот, мускус, полови продукти.